# Ray Santiago
Raymond Santiago, conhecido por Ray Santiago (South Bronx, 15 de Junho, 1984), é um ator norte americano de ascendência porto-riquenha. É conhecido por interpretar Pablo Simon Bolivar na série televisiva Ash Vs Evil Dead do canal americano Starz.

## Vida pessoal
Santiago formou-se em 2002 na F.H. LaGuardia High School for the Arts em Nova Iorque.[carece de fontes?]

## Carreira
Raymond Santiago interpretou Jorge Villalobos "suposto" filho de Ben Stiller no filme Meet the Fockers, e teve papéis menores em 2005  Dirty Deeds e em 2006 Accepted. Trabalhou com a atriz Michelle Rodriguez, interpretando seu irmão Tiny Guzman no filme Girlfight de 2000. Em 2009 interpretou Lando no filme Endless Bummer e Alberto no filme Suburban Gothic.
Ele também atuou no filme de 2006 The Sasquatch Dumpling Gang (também conhecido como The Sasquatch Gang), ao lado do ator Justin Long, e em American Son com o ator Nick Cannon. Também apareceu no filme In Time de 2011. Santiago já fez participação em vários episódios de séries televisivas como: My Name is Earl, Crossing Jordan, Law & Order: LA e Dexter. Já em Ash vs. Evil Dead interpreta Pablo Simon Bolivar um dos personagens principais da série, um Latino imigrante que trabalha junto com Ash e que vem a ser seu parceiro no decorrer da trama.

## Filmografia

### Filmes
| Ano  | Título                                | Personagem             | Notas                          |
| ---- | ------------------------------------- | ---------------------- | ------------------------------ |
| 2015 | Friday Night with Crystal             | Dancer                 | Curta                          |
| 2015 | Addiction: A 60's Love Story          | Rico                   |                                |
| 2014 | Sex Ed                                | Hector                 |                                |
| 2014 | Suburban Gothic                       | Alberto                |                                |
| 2014 | Date and Switch                       | Salvador               |                                |
| 2013 | National Lampoon Presents: Surf Party | Lardo                  |                                |
| 2011 | In Time                               | Victa                  |                                |
| 2011 | Without Men                           | Jacinto                |                                |
| 2011 | The Thaumaturge                       |                        | Short film; Executive Producer |
| 2010 | 500mg of Something                    | Sug                    | Curta; Produtor                |
| 2010 | Hypo                                  | Bear's Butler          | Diretor & Produtor Executivo   |
| 2009 | El pez                                | Photographer           | Curta                          |
| 2009 | Endless Bummer                        | Lardo                  |                                |
| 2009 | Ready or Not                          | Nacho                  |                                |
| 2008 | Bar Starz                             | Captain                |                                |
| 2008 | American Son                          | Miguelito              |                                |
| 2006 | Price to Pay                          | Donnie                 |                                |
| 2006 | Accepted                              | Boy Going to Princeton |                                |
| 2006 | The TV Set                            | Audience Member #1     |                                |
| 2006 | Dead Man's Morphine                   | Nat                    | Curta                          |
| 2006 | The Sasquatch Gang                    | Crone                  |                                |
| 2005 | Dirty Deeds                           | Bobby D                |                                |
| 2004 | Meet the Fockers                      | Jorge Villalobos       |                                |
| 2003 | Shelter                               | Ray                    |                                |
| 2003 | Bringing Rain                         | John Bell              |                                |
| 2001 | Piñero                                | Willie                 |                                |
| 2000 | Girlfight                             | Tiny Guzman            |                                |

### Televisão
| Ano          | Título                     | Personagem             | Notas            |
| ------------ | -------------------------- | ---------------------- | ---------------- |
| 2016         | Shiny Baby Goats           | Rodd Scott             | Filmando         |
| 2015-present | Ash vs Evil Dead           | Pablo Simon Bolivar    | Elenco Principal |
| 2015         | Backstrom                  | Moss Brady             | 1 episódio       |
| 2014         | Bad Judge                  |                        | 2 episódios      |
| 2014         | NCIS: Los Angeles          | Little Dip             | 1 episódio       |
| 2013         | Touch                      | Reuben Santiago        | 4 episódios      |
| 2012         | Major Crimes               | Charles Alvarez        | 1 episódio       |
| 2011         | Law & Order: Los Angeles   | Ray Mota               | 1 episódio       |
| 2010-2011    | Raising Hope               | Javier                 | 5 episódios      |
| 2009         | 10 Things I Hate About You | Luis                   | 1 episódio       |
| 2008         | Dexter                     | Javier                 | 2 episódios      |
| 2007         | Cane                       | Manny                  | 1 episódio       |
| 2006         | My Name Is Earl            | Catalina's Brother     | 2 episódios      |
| 2006         | Windfall                   | Ramon                  | 1 episódio       |
| 2006         | Crossing Jordan            | Omar 'Lil O' Rodriguez | 1 episódio       |
| 2004         | The Jury                   | Harry Rivera           | 1 episódio       |